# Детройт (підводна гора)

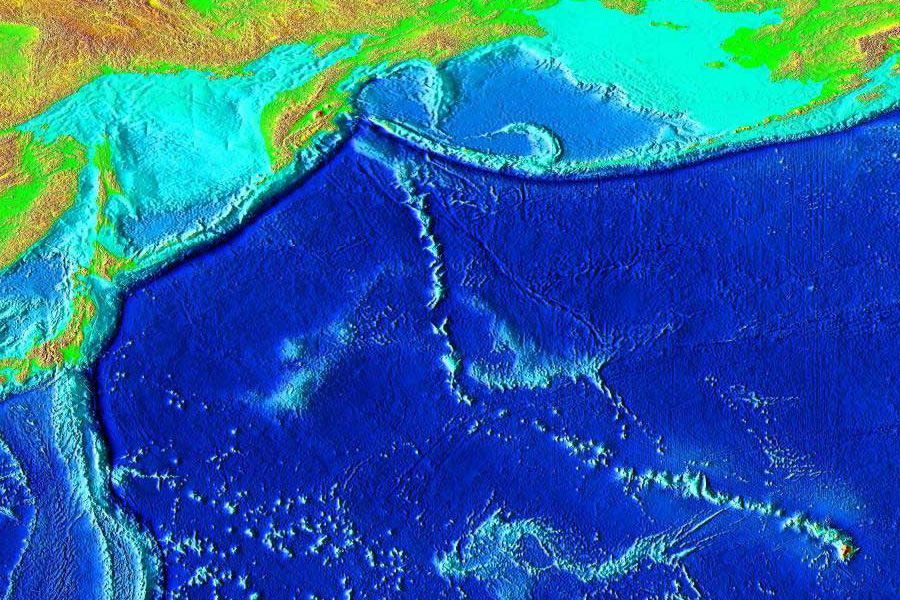

Детройт — гайот, підмурівок якої має вік між 81 і 76 мільйонів років, сформована ~ 81 млн; здійнялась над рівнем океану близько 78 мільйонів років тому, припинення вулканізму близько 60 млн років тому, є однією з найстаріших підводних гір на Гавайсько-Імператорському хребті (Гайот Мейдзі, є найстарішим і має вік 82 млн років). Розташовано в північному кінці пасма і знаходиться на південь від Алеутських островів.
Детройт є однією з небагатьох підводних гір, що ламають схему іменування гір Імператорського хребта, котрі названі на честь імператорів або імператриць періоду Кофун японської історії. Гора названа на честь легкого крейсера USS Detroit